# Bodhan
Bodhan é uma cidade do distrito indiano de Nizamabad. Bodhan é conhecida pela sua fábrica de açúcar (Nizam Sugar Factory) e por alguns locais históricos.
Bodhan está dividida em três áreas: Bodhan, Rakaspet and Shakkarnagar.

## Geografia
Bodhan está localizada a 18° 40′ N, 77° 54′ L. Tem uma altitude média 357 metros.

## Demografia
Segundo o censo de 2001, Bodhan tinha uma população de 71.355 habitantes. Os homens constituem 50% da população e as mulheres 50%. Bodhan tem uma taxa de literacia de 60%, acima da média nacional que é de 59.5%; a literacia nos homens é de 66% e nas mulheres é de 53%. 14% da população está abaixo dos 6 anos de idade.